# Mexikanische Formel-4-Meisterschaft 2019/20
Die mexikanische Formel-4-Meisterschaft 2019/20 (offiziell Fórmula 4 NACAM Championship 2019-20) war die fünfte Saison der mexikanischen Formel-4-Meisterschaft.

## Teams und Fahrer
Alle Teams und Fahrer verwendeten das Chassis Mygale M14-F4. Als Motor kam der Ford 1,6-Liter-EcoBoost zum Einsatz. Die Reifen stammten von Pirelli.
| Team                   | Auto # | Fahrer                 | Status | Rennwochenende | Quelle |
| ---------------------- | ------ | ---------------------- | ------ | -------------- | ------ |
| Telcel RPL Racing      | 02     | Andrés Pérez de Lara   |        | Alle           |        |
| Telcel RPL Racing      | 12     | Pablo Pérez de Lara    |        | 1–5            |        |
| Telcel RPL Racing      | 20     | Emiliano Richards      |        | 1–2            |        |
| Telcel RPL Racing      | 24     | Thomas Nepveu          |        | 6–7            |        |
| Telcel RPL Racing      | 99     | José Garfias           |        | Alle           |        |
| Sidral AGA-Checo Pérez | 03     | Jorge Garcíarce        |        | 2–7            |        |
| Sidral AGA-Checo Pérez | 33     | Jesse Carrasquedo      |        | 4–6            |        |
| Scuderia Martiga EG    | 05     | Kory Enders            |        | 1              |        |
| Scuderia Martiga EG    | 07     | Reece Gold             |        | 3              |        |
| Scuderia Martiga EG    | 17     | José Andrés Martínez   |        | 7              |        |
| Scuderia Martiga EG    | 22     | Nicholas Christodoulou |        | Alle           |        |
| Scuderia Martiga EG    | 68     | Nolan Siegel           |        | 2–4            |        |
| Scuderia Martiga EG    | 91     | Eduardo Barrichello    |        | 1              |        |
| Giorgio Dissegna       | 06     | Giorgio Dissegna       | G      | 4              |        |
| Ram Racing             | 08     | Chara Mansur           |        | 1–4, 6–7       |        |
| Ram Racing             | 16     | Alejandro Berumen      |        | 5–7            |        |
| Ram Racing             | 19     | Noel León              |        | Alle           |        |
| Ram Racing             | 31     | Alex García            |        | 1–3            |        |
| Easy-Shop.com Racing   | 09     | Daniel Forcadell       |        | 1, 3           |        |
| Rand Team by Tiger     | 10     | Eloy López             |        | 1–2            |        |
| Air Bit                | 28     | Álex Servín            |        | 1–3            |        |
| MEA Racing             | 42     | Gil Molina             |        | 5–7            |        |
| FF&R IBC Group         | 53     | Mariano Martínez       |        | 1              |        |
| FF&R IBC Group         | 53     | Álex Servín            |        | 4              |        |
| FF&R IBC Group         | 66     | Daniel Escoto          |        | Alle           |        |
| Euromotor Sport        | 77     | David Morales          |        | Alle           |        |

## Rennkalender
Es gab sieben Rennwochenenden – mit Ausnahme des ersten Meisterschaftslaufs – zu je drei Rennen auf sechs Strecken. Neu im Rennkalender war erstmals Santiago de Querétaro sowie nach einer einjährigen Abstinenz Progreso, raus flog San Luis Potosí. Das Eröffnungsrennen fand im Rahmenprogramm des Großen Preises von Mexiko statt.
Nach dem vierten Meisterschaftslauf in Progreso musste die laufende Saison aufgrund der COVID-19-Pandemie unterbrochen und der Rennkalender angepasst werden. Am 17. Juli 2020 wurde eine aktualisierte Version des Rennkalenders veröffentlicht. Am 17. August 2020 wurde bekanntgegeben, dass der fünfte Lauf in San Luis Potosí durch Santiago de Querétaro ersetzt wurde.
| Nr.  | Datum         | Rennstrecke                                                      | Sieger                 | Zweiter                | Dritter                | Pole-Position          | Schnellste Rennrunde   |
| ---- | ------------- | ---------------------------------------------------------------- | ---------------------- | ---------------------- | ---------------------- | ---------------------- | ---------------------- |
| 2019 |               |                                                                  |                        |                        |                        |                        |                        |
| 01.  | 26. Oktober   | Autódromo Hermanos Rodríguez (Mexiko-Stadt)                      | Nicholas Christodoulou | Noel León              | Eduardo Barrichello    | Noel León              | José Garfias           |
| 02.  | 27. Oktober   | Autódromo Hermanos Rodríguez (Mexiko-Stadt)                      | Noel León              | Nicholas Christodoulou | Mariano Martínez       |                        | Noel León              |
| 03.  | 14. Dezember  | Ovalo Aguascalientes México (Aguascalientes)                     | Andrés Pérez de Lara   | Noel León              | Pablo Pérez de Lara    | Andrés Pérez de Lara   | Pablo Pérez de Lara    |
| 04.  | 15. Dezember  | Ovalo Aguascalientes México (Aguascalientes)                     | Andrés Pérez de Lara   | José Garfias           | Noel León              |                        | José Garfias           |
| 05.  | 15. Dezember  | Ovalo Aguascalientes México (Aguascalientes)                     | Noel León              | Pablo Pérez de Lara    | Nicholas Christodoulou | Pablo Pérez de Lara    | Nicholas Christodoulou |
| 2020 |               |                                                                  |                        |                        |                        |                        |                        |
| 06.  | 25. Januar    | Autódromo Miguel E. Abed (Amozoc)                                | Nicholas Christodoulou | Noel León              | Pablo Pérez de Lara    | Nicholas Christodoulou | Nicholas Christodoulou |
| 07.  | 26. Januar    | Autódromo Miguel E. Abed (Amozoc)                                | José Garfias           | Reece Gold             | Noel León              |                        | Nicholas Christodoulou |
| 08.  | 26. Januar    | Autódromo Miguel E. Abed (Amozoc)                                | Noel León              | Nolan Siegel           | Nicholas Christodoulou | Noel León              | Nicholas Christodoulou |
| 09.  | 29. Februar   | Autódromo Internacional de Yucatán Emerson Fittipaldi (Progreso) | Noel León              | Nicholas Christodoulou | José Garfias           | Noel León              | Noel León              |
| 10.  | 01. März      | Autódromo Internacional de Yucatán Emerson Fittipaldi (Progreso) | Andrés Pérez de Lara   | José Garfias           | Noel León              |                        | Pablo Pérez de Lara    |
| 11.  | 01. März      | Autódromo Internacional de Yucatán Emerson Fittipaldi (Progreso) | José Garfias           | Nicholas Christodoulou | Andrés Pérez de Lara   | Noel León              | Nicholas Christodoulou |
| 12.  | 22. August    | Autódromo de Quéretaro (Santiago de Querétaro 1)                 | Andrés Pérez de Lara   | Pablo Pérez de Lara    | José Garfias           | Noel León              | Andrés Pérez de Lara   |
| 13.  | 23. August    | Autódromo de Quéretaro (Santiago de Querétaro 1)                 | Gil Molina             | Alejandro Berumen      | David Morales          |                        | Pablo Pérez de Lara    |
| 14.  | 23. August    | Autódromo de Quéretaro (Santiago de Querétaro 1)                 | Noel León              | Pablo Pérez de Lara    | Gil Molina             | Noel León              | Noel León              |
| 15.  | 19. September | Autódromo de Quéretaro (Santiago de Querétaro 2)                 | Thomas Nepveu          | Gil Molina             | Andrés Pérez de Lara   | Noel León              | Thomas Nepveu          |
| 16.  | 20. September | Autódromo de Quéretaro (Santiago de Querétaro 2)                 | Jorge Garcíarce        | Thomas Nepveu          | Andrés Pérez de Lara   |                        | Thomas Nepveu          |
| 17.  | 20. September | Autódromo de Quéretaro (Santiago de Querétaro 2)                 | Noel León              | Nicholas Christodoulou | Thomas Nepveu          | Noel León              | Noel León              |
| 18.  | 31. Oktober   | Autódromo Monterrey (Apodaca)                                    | Nicholas Christodoulou | Noel León              | Andrés Pérez de Lara   | Noel León              | Nicholas Christodoulou |
| 19.  | 01. November  | Autódromo Monterrey (Apodaca)                                    | José Garfias           | Nicholas Christodoulou | Noel León              |                        | Jorge Garcíarce        |
| 20.  | 01. November  | Autódromo Monterrey (Apodaca)                                    | Noel León              | Jorge Garcíarce        | Nicholas Christodoulou | Noel León              | Noel León              |

## Wertungen

### Punktesystem
Bei jedem Rennen bekamen nur die ersten zehn des Rennens 25, 18, 15, 12, 10, 8, 6, 4, 2 bzw. 1 Punkt(e). Es gab keine Punkte für die Pole-Position und die schnellste Rennrunde. Gaststarter wurden in der Fahrerwertung nicht berücksichtigt.
| Punkteverteilung | Punkteverteilung | Punkteverteilung | Punkteverteilung | Punkteverteilung | Punkteverteilung | Punkteverteilung | Punkteverteilung | Punkteverteilung | Punkteverteilung | Punkteverteilung | Punkteverteilung | Punkteverteilung |
| ---------------- | ---------------- | ---------------- | ---------------- | ---------------- | ---------------- | ---------------- | ---------------- | ---------------- | ---------------- | ---------------- | ---------------- | ---------------- |
| Platz            | 1                | 2                | 3                | 4                | 5                | 6                | 7                | 8                | 9                | 10               | PP               | SR               |
| Punkte           | 25               | 18               | 15               | 12               | 10               | 8                | 6                | 4                | 2                | 1                | –                | –                |

### Fahrerwertung
| Pos.                                      | Fahrer           | AHR | AHR | AGS | AGS | AGS | PUE | PUE | PUE | MÉR | MÉR | MÉR | QU1 | QU1 | QU1 | QU2 | QU2 | QU2 | MTY | MTY | MTY | Punkte |
| Pos.                                      | Fahrer           | R1  | R2  | R1  | R2  | R3  | R1  | R2  | R3  | R1  | R2  | R3  | R1  | R2  | R3  | R1  | R2  | R3  | R1  | R2  | R3  | Punkte |
| ----------------------------------------- | ---------------- | --- | --- | --- | --- | --- | --- | --- | --- | --- | --- | --- | --- | --- | --- | --- | --- | --- | --- | --- | --- | ------ |
| 01                                        | N. León          | 2   | 1   | 2   | 3   | 1   | 2   | 3   | 1   | 1   | 3   | DNF | 5   | DNF | 1   | 11  | 6   | 1   | 2   | 3   | 1   | 325    |
| 02                                        | N. Christodoulou | 1   | 2   | 6   | 4   | 3   | 1   | 4   | 3   | 2   | DNF | 2   | 4   | DNF | 4   | 4   | 9   | 2   | 1   | 2   | 3   | 280    |
| 03                                        | A. Pérez de Lara | 4   | 4   | 1   | 1   | 6   | 9   | 5   | 5   | 5   | 1   | 3   | 1   | DNF | 9   | 3   | 3   | 5   | 3   | 7   | 5   | 252    |
| 04                                        | J. Garfias       | 10  | DNF | 4   | 2   | 5   | 5   | 1   | 4   | 3   | 2   | 1   | 3   | DNF | 5   | 7   | 4   | DNF | 4   | 1   | 4   | 238    |
| 05                                        | P. Pérez de Lara | DNF | 8   | 3   | 7   | 2   | 3   | 7   | 7   | 4   | 5   | 4   | 2   | DNF | 2   |     |     |     |     |     |     | 140    |
| 06                                        | J. Garcíarce     |     |     | 9   | 10  | 11  | 13  | 10  | 13  | 8   | 7   | DNF | 10  | NC  | 8   | 5   | 1   | 7   | NC  | 5   | 2   | 88     |
| 07                                        | G. Molina        |     |     |     |     |     |     |     |     |     |     |     | 7   | 1   | 3   | 2   | 10  | 6   | DNF | 4   | DNF | 85     |
| 08                                        | D. Escoto        | 6   | 7   | 7   | 9   | 12  | 14  | 11  | 9   | 7   | 9   | 7   | 9   | 5   | 10  | 10  | 8   | 8   | 5   | NC  | 6   | 78     |
| 09                                        | D. Morales       | 5   | 13  | 10  | 11  | DNF | 6   | 12  | 12* | DNF | 6   | 6   | 11  | 3   | 6   | 9   | 7   | 11  | 8   | 8   | DNF | 74     |
| 10                                        | T. Nepveu        |     |     |     |     |     |     |     |     |     |     |     |     |     |     | 1   | 2   | 3   | 6   | DNF | DNF | 66     |
| 11                                        | N. Siegel        |     |     | DNF | 5   | 8   | 7   | DSQ | 2   | DNF | 4   | 5   |     |     |     |     |     |     |     |     |     | 60     |
| 12                                        | A. Berumen       |     |     |     |     |     |     |     |     |     |     |     | 8   | 2   | 7   | 6   | 5   | 9   | 9   | 6   | DNF | 58     |
| 13                                        | J. Carrasquedo   |     |     |     |     |     |     |     |     | DNF | 10  | 9   | 6   | 4   | 11  | 8   | 12  | 4   |     |     |     | 39     |
| 14                                        | R. Gold          |     |     |     |     |     | 4   | 2   | 6   |     |     |     |     |     |     |     |     |     |     |     |     | 38     |
| 15                                        | A. García        | 8   | 5   | DNF | 8   | 7   | 8   | 8   | 11* |     |     |     |     |     |     |     |     |     |     |     |     | 32     |
| 16                                        | E. Richards      | DNF | 6   | DNF | 6   | 4   |     |     |     |     |     |     |     |     |     |     |     |     |     |     |     | 28     |
| 17                                        | Á. Servín        | 9   | 10  | 8   | DNF | DNF | 12  | 6   | DNF | 9   | 8   | 8   |     |     |     |     |     |     |     |     |     | 25     |
| 18                                        | C. Mansur        | 11  | 9   | 5   | 12  | 9   | 11  | DNF | 10  | 6   | 11* | DNS |     |     |     | 12  | 11  | 10  | DNS | DNS | DNS | 24     |
| 19                                        | E. Barrichello   | 3   | 14  |     |     |     |     |     |     |     |     |     |     |     |     |     |     |     |     |     |     | 15     |
| 20                                        | M. Martínez      | DNF | 3   |     |     |     |     |     |     |     |     |     |     |     |     |     |     |     |     |     |     | 15     |
| 21                                        | D. Forcadell     | 7   | 12  |     |     |     | 10  | 9   | 8   |     |     |     |     |     |     |     |     |     |     |     |     | 13     |
| 22                                        | J. Martínez      |     |     |     |     |     |     |     |     |     |     |     |     |     |     |     |     |     | 7   | 9   | DNF | 8      |
| 23                                        | E. López         | 12  | 11  | DNF | 13  | 10  |     |     |     |     |     |     |     |     |     |     |     |     |     |     |     | 1      |
| 0–                                        | K. Enders        | WD  | WD  |     |     |     |     |     |     |     |     |     |     |     |     |     |     |     |     |     |     | –      |
| Nicht in der Fahrerwertung berücksichtigt |                  |     |     |     |     |     |     |     |     |     |     |     |     |     |     |     |     |     |     |     |     |        |
| NC                                        | G. Dissegna      |     |     |     |     |     |     |     |     | 10  | DNS | 10  |     |     |     |     |     |     |     |     |     | –      |
| Pos.                                      | Fahrer           | R1  | R2  | R1  | R2  | R3  | R1  | R2  | R3  | R1  | R2  | R3  | R1  | R2  | R3  | R1  | R2  | R3  | R1  | R2  | R3  | Punkte |
| Pos.                                      | Fahrer           | AHR | AHR | AGS | AGS | AGS | PUE | PUE | PUE | MÉR | MÉR | MÉR | QU1 | QU1 | QU1 | QU2 | QU2 | QU2 | MTY | MTY | MTY | Punkte |

| Legende       | Legende                        | Legende                                                              |
| Farbe         | Abkürzung                      | Bedeutung                                                            |
| ------------- | ------------------------------ | -------------------------------------------------------------------- |
| Gold          | –                              | Sieg                                                                 |
| Silber        | –                              | 2. Platz                                                             |
| Bronze        | –                              | 3. Platz                                                             |
| Grün          | –                              | 4. bis 10. Platz                                                     |
| Hellblau      | –                              | 10. Platz aufwärts (punktberechtigt)                                 |
| Blau          | –                              | Klassifiziert außerhalb der Punkteränge                              |
| Dunkelblau    | –                              | Klassifiziert innerhalb der Punkteränge aber keine Punktberechtigung |
| Violett       | DNF                            | Rennen nicht beendet (did not finish)                                |
| Violett       | NC                             | nicht klassifiziert (not classified)                                 |
| Rot           | DNQ                            | nicht qualifiziert (did not qualify)                                 |
| Rot           | DNPQ                           | in Vorqualifikation gescheitert (did not pre-qualify)                |
| Schwarz       | DSQ                            | disqualifiziert (disqualified)                                       |
| Weiß          | DNS                            | nicht am Start (did not start)                                       |
| Weiß          | WD                             | zurückgezogen (withdrawn)                                            |
| ohne          | PO                             | nur am Training teilgenommen (practiced only)                        |
| ohne          | DNP                            | nicht am Training teilgenommen (did not practice)                    |
| ohne          | INJ                            | verletzt oder krank (injured)                                        |
| ohne          | EX                             | ausgeschlossen (excluded)                                            |
| ohne          | DNA                            | nicht erschienen (did not arrive)                                    |
| ohne          | C                              | Rennen abgesagt (cancelled)                                          |
| ohne          | keine Teilnahme                |                                                                      |
| sonstige      | P/fett                         | Pole-Position                                                        |
| sonstige      | SR/kursiv                      | Schnellste Rennrunde                                                 |
| sonstige      | Q                              | Extrapunkte für Pole-Position                                        |
| sonstige      | X                              | Extrapunkte für gewonnene Positionen                                 |
| sonstige      | *                              | nicht im Ziel, aufgrund der zurückgelegten Distanz aber gewertet     |
| sonstige      | ()                             | Streichresultate                                                     |
| unterstrichen | Führender in der Gesamtwertung |                                                                      |

### Teamwertung
| Pos. | Team                   | Nr.      | AHR | AHR | AGS | AGS | AGS | PUE | PUE | PUE | MÉR | MÉR | MÉR | QU1 | QU1 | QU1 | QU2 | QU2 | QU2 | MTY | MTY | MTY | Punkte |
| Pos. | Team                   | Nr.      | R1  | R2  | R1  | R2  | R3  | R1  | R2  | R3  | R1  | R2  | R3  | R1  | R2  | R3  | R1  | R2  | R3  | R1  | R2  | R3  | Punkte |
| ---- | ---------------------- | -------- | --- | --- | --- | --- | --- | --- | --- | --- | --- | --- | --- | --- | --- | --- | --- | --- | --- | --- | --- | --- | ------ |
| 01   | Telcel RPL Racing      | 02       | 4   | 4   | 1   | 1   | 6   | 9   | 5   | 5   | 5   | 1   | 3   | 1   | DNF | 9   | 3   | 3   | 5   | 3   | 7   | 5   | 724    |
| 01   | Telcel RPL Racing      | 99       | 10  | DNF | 4   | 2   | 5   | 5   | 1   | 4   | 3   | 2   | 1   | 3   | DNF | 5   | 7   | 4   | DNF | 4   | 1   | 4   | 724    |
| 01   | Telcel RPL Racing      | 12       | DNF | 8   | 3   | 7   | 2   | 3   | 7   | 7   | 4   | 5   | 4   | 2   | DNF | 2   |     |     |     |     |     |     | 724    |
| 01   | Telcel RPL Racing      | 20/24    | DNF | 6   | DNF | 6   | 4   |     |     |     |     |     |     |     |     |     | 1   | 2   | 3   | 6   | DNF | DNF | 724    |
| 02   | Ram Racing             | 19       | 2   | 1   | 2   | 3   | 1   | 2   | 3   | 1   | 1   | 3   | DNF | 5   | DNF | 1   | 11  | 6   | 1   | 2   | 3   | 1   | 439    |
| 02   | Ram Racing             | 31/16    | 8   | 5   | DNF | 8   | 7   | 8   | 8   | 11* |     |     |     | 8   | 2   | 7   | 6   | 5   | 9   | 9   | 6   | DNF | 439    |
| 02   | Ram Racing             | 08       | 11  | 9   | 5   | 12  | 9   | 11  | DNF | 10  | 6   | 11* | DNS |     |     |     | 12  | 11  | 10  | DNS | DNS | DNS | 439    |
| 03   | Scuderia Martiga EG    | 22       | 1   | 2   | 6   | 4   | 3   | 1   | 4   | 3   | 2   | DNF | 2   | 4   | DNF | 4   | 4   | 9   | 2   | 1   | 2   | 3   | 401    |
| 03   | Scuderia Martiga EG    | 91/68/17 | 3   | 14  | DNF | 5   | 8   | 7   | DSQ | 2   | DNF | 4   | 5   |     |     |     |     |     |     | 7   | 9   | DNF | 401    |
| 03   | Scuderia Martiga EG    | 05/7     | WD  | WD  |     |     |     | 4   | 2   | 6   |     |     |     |     |     |     |     |     |     |     |     |     | 401    |
| 04   | Sidral AGA-Checo Pérez | 03       |     |     | 9   | 10  | 11  | 13  | 10  | 13  | 8   | 7   | DNF | 10  | NC  | 8   | 5   | 1   | 7   | NC  | 5   | 2   | 127    |
| 04   | Sidral AGA-Checo Pérez | 33       |     |     |     |     |     |     |     |     | DNF | 10  | 9   | 6   | 4   | 11  | 8   | 12  | 4   |     |     |     | 127    |
| 05   | F&R IBC Group          | 66       | 6   | 7   | 7   | 9   | 12  | 14  | 11  | 9   | 7   | 9   | 7   | 9   | 5   | 10  | 10  | 8   | 8   | 5   | NC  | 6   | 103    |
| 05   | F&R IBC Group          | 53       | DNF | 3   |     |     |     |     |     |     | 9   | 8   | 8   |     |     |     |     |     |     |     |     |     | 103    |
| 06   | MEA Racing             | 42       |     |     |     |     |     |     |     |     |     |     |     | 7   | 1   | 3   | 2   | 10  | 6   | DNF | 4   | DNF | 85     |
| 07   | Euromotor Sport        | 77       | 5   | 13  | 10  | 11  | DNF | 6   | 12  | 12* | DNF | 6   | 6   | 11  | 3   | 6   | 9   | 7   | 11  | 8   | 8   | DNF | 74     |
| 08   | Air Bit                | 28       | 9   | 10  | 8   | DNF | DNF | 12  | 6   | DNF |     |     |     |     |     |     |     |     |     |     |     |     | 15     |
| 09   | Easy-Shop.com Racing   | 09       | 7   | 12  |     |     |     | 10  | 9   | 8   |     |     |     |     |     |     |     |     |     |     |     |     | 13     |
| 10   | Rand Team by Tiger     | 10       | 12  | 11  | DNF | 13  | 10  |     |     |     |     |     |     |     |     |     |     |     |     |     |     |     | 1      |
| NC   | Giorgio Dissegna       | 06       |     |     |     |     |     |     |     |     | 10  | DNS | 10  |     |     |     |     |     |     |     |     |     | –      |
| Pos. | Team                   | Nr.      | R1  | R2  | R1  | R2  | R3  | R1  | R2  | R3  | R1  | R2  | R3  | R1  | R2  | R3  | R1  | R2  | R3  | R1  | R2  | R3  | Punkte |
| Pos. | Team                   | Nr.      | AHR | AHR | AGS | AGS | AGS | PUE | PUE | PUE | MÉR | MÉR | MÉR | QU1 | QU1 | QU1 | QU2 | QU2 | QU2 | MTY | MTY | MTY | Punkte |

| Legende       | Legende                        | Legende                                                              |
| Farbe         | Abkürzung                      | Bedeutung                                                            |
| ------------- | ------------------------------ | -------------------------------------------------------------------- |
| Gold          | –                              | Sieg                                                                 |
| Silber        | –                              | 2. Platz                                                             |
| Bronze        | –                              | 3. Platz                                                             |
| Grün          | –                              | 4. bis 10. Platz                                                     |
| Hellblau      | –                              | 10. Platz aufwärts (punktberechtigt)                                 |
| Blau          | –                              | Klassifiziert außerhalb der Punkteränge                              |
| Dunkelblau    | –                              | Klassifiziert innerhalb der Punkteränge aber keine Punktberechtigung |
| Violett       | DNF                            | Rennen nicht beendet (did not finish)                                |
| Violett       | NC                             | nicht klassifiziert (not classified)                                 |
| Rot           | DNQ                            | nicht qualifiziert (did not qualify)                                 |
| Rot           | DNPQ                           | in Vorqualifikation gescheitert (did not pre-qualify)                |
| Schwarz       | DSQ                            | disqualifiziert (disqualified)                                       |
| Weiß          | DNS                            | nicht am Start (did not start)                                       |
| Weiß          | WD                             | zurückgezogen (withdrawn)                                            |
| ohne          | PO                             | nur am Training teilgenommen (practiced only)                        |
| ohne          | DNP                            | nicht am Training teilgenommen (did not practice)                    |
| ohne          | INJ                            | verletzt oder krank (injured)                                        |
| ohne          | EX                             | ausgeschlossen (excluded)                                            |
| ohne          | DNA                            | nicht erschienen (did not arrive)                                    |
| ohne          | C                              | Rennen abgesagt (cancelled)                                          |
| ohne          | keine Teilnahme                |                                                                      |
| sonstige      | P/fett                         | Pole-Position                                                        |
| sonstige      | SR/kursiv                      | Schnellste Rennrunde                                                 |
| sonstige      | Q                              | Extrapunkte für Pole-Position                                        |
| sonstige      | X                              | Extrapunkte für gewonnene Positionen                                 |
| sonstige      | *                              | nicht im Ziel, aufgrund der zurückgelegten Distanz aber gewertet     |
| sonstige      | ()                             | Streichresultate                                                     |
| unterstrichen | Führender in der Gesamtwertung |                                                                      |